# NGC 6932
NGC 6932 é uma galáxia lenticular (SB0) localizada na direcção da constelação de Pavo. Possui uma declinação de -73° 37' 08" e uma ascensão recta de 20 horas, 42 minutos e 08,6 segundos.
A galáxia NGC 6932 foi descoberta em 29 de Junho de 1835 por John Herschel.